# Língua piemontesa

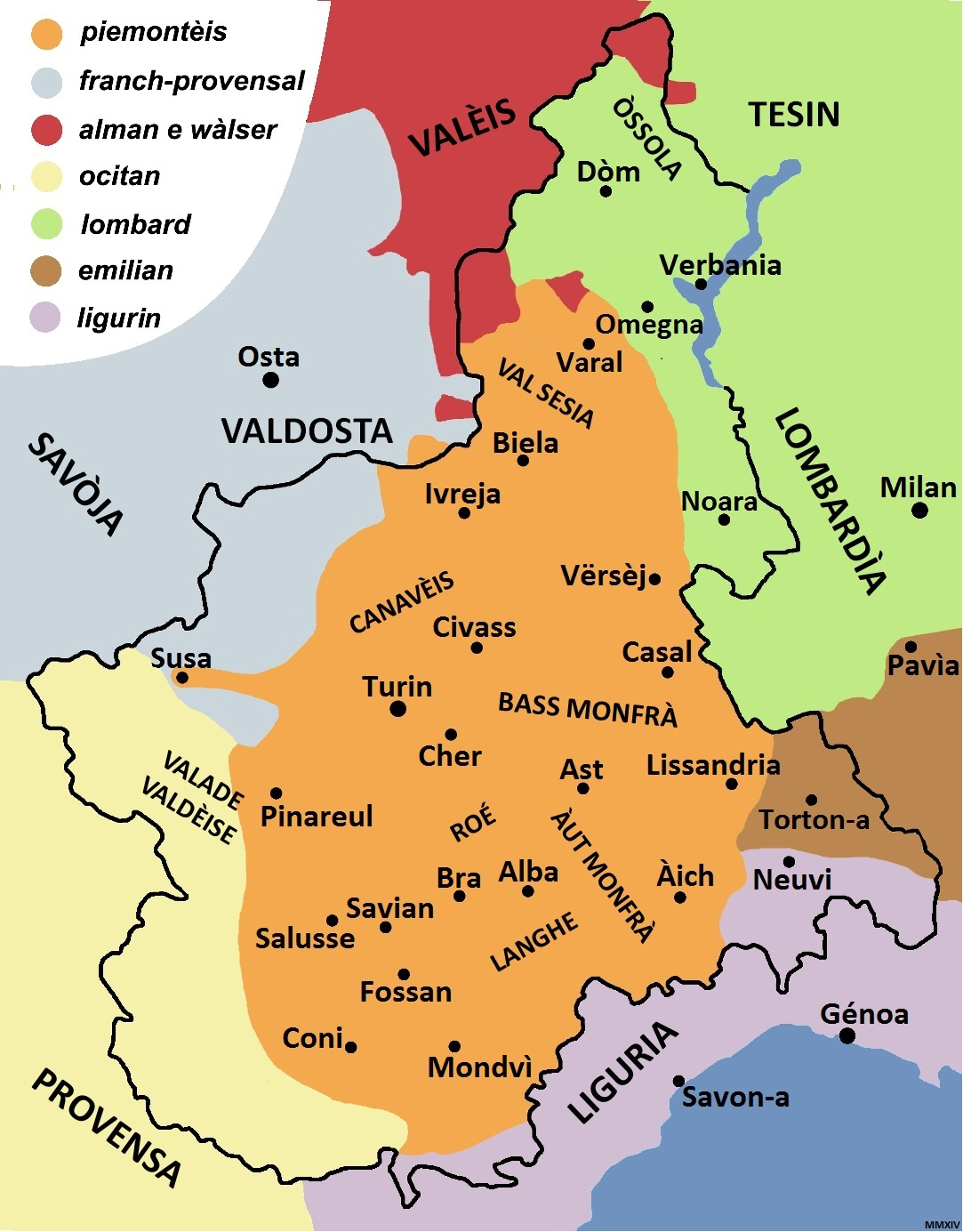
Piedmontese linguistic map

A língua piemontesa (piemontèis na língua piemontesa, piemontese na língua italiana) é uma língua românica do noroeste da Itália, embora considerada um dialeto pela maioria de seus falantes, dificultando sua proteção estatal. Seus falantes são bilíngues em italiano, e é frequentemente usada como segunda língua por nativos de arpitano, occitano e walser.

## Classificação
O piemontês pertence ao grupo das Línguas românicas, como o francês, o occitano e o catalão entre outras, sendo cercado geográfica e linguisticamente pelas línguas regionais do norte da Itália: lombardo, emiliano-romanholo, lígure e vêneto, que constituem o grupo das línguas galo-itálicas, categoria agrupada sobre as línguas galo-românicas, assim como o francês, o arpitano e as línguas reto-românicas.
Linguistas de grande prestígio do mundo inteiro (Einar Haugen, Hans Göbl, Helmut Lüdtke, George Bossong, Klaus Bochmann, Karl Gebhardt, Guiu Sobiela Caanitz, Gianrenzo P. Clivio) reconhecem o piemontês como língua independente.

## No mundo
O piemontês era a primeira língua dos emigrantes que deixaram o Piemonte, no período 1850-1950, para França, Brasil, Argentina, Uruguai e Estados Unidos. Em 1927, nos Estados Unidos em particular, constatou-se que o maior número de falantes estava na Califórnia, com números consideráveis em Nova Iorque, Colorado e Pensilvânia.

## Alfabeto
Enquanto que o alfabeto italiano oficial tem apenas 21 letras (é o Alfabeto latino sem as letras J, K, W, X, Y), o Alfabeto Piemontês apresenta mais três letras: Ó, Ë, J ("i" longa).
Como exemplo, considere-se um dos mais importantes clubes de Futebol da Itália, a Juventus
("La Juve"), cuja inicial é a letra J. Isso se explica pois o clube é de Turim, Piemonte, onde a língua local, ao contrário do Italiano, utiliza normalmente o "J"

### Pronunciação
| Letra ou grafema | Fonemas  |
| ---------------- | -------- |
| A, a             | /a/ /ɑ/  |
| B, b             | /b/      |
| C, c             | /k/ /t͡ʃ/ |
| CH, ch           | /k/      |
| D, d             | /d/      |
| E, e             | /e/      |
| È, è             | /ɛ/      |
| Ë, ë             | /ə/      |
| EU, eu           | /ø/      |
| F, f             | /f/      |
| G, g             | /g/ /ʒ/  |
| GN, gn           | /ɲ/      |
| GLI, gli         | /ʎ/      |
| H, h             | —        |
| I, i             | /i/      |
| J, j             | /j/      |
| L, l             | /l/      |
| M, m             | /m/      |
| N, n             | /n/ /ŋ/  |
| O, o             | /u/ /ʊ/  |
| Ò, ò             | /ɔ/      |
| P, p             | /p/      |
| Q, q             | /k/      |
| R, r             | /r/ /ɺ/  |
| S, s             | /s/ /z/  |
| S-C, s-c         | /s-t͡ʃ/   |
| T, t             | /t/      |
| U, u             | /y/      |
| V, v             | /v/ /w/  |
| Z, z             | /z/ /s/  |

## Números en piemontês
| Número | Piemontês | Número | Piemontês  |
| ------ | --------- | ------ | ---------- |
| 1      | un        | 30     | tranta     |
| 2      | doi       | 40     | quaranta   |
| 3      | tre       | 50     | sinquanta  |
| 4      | quatr     | 60     | sessanta   |
| 5      | sinch     | 70     | stanta     |
| 6      | ses       | 80     | otanta     |
| 7      | set       | 90     | novanta    |
| 8      | eut       | 100    | sent       |
| 9      | neuv      | 101    | sent e un  |
| 10     | des       | 200    | dosent     |
| 11     | óndes     | 300    | tërsent    |
| 12     | dódes     | 400    | quatsent   |
| 13     | tërdes    | 500    | sinchsent  |
| 14     | quatòrdes | 600    | sessent    |
| 15     | quìndes   | 700    | setsent    |
| 16     | sëddes    | 800    | eutsent    |
| 17     | disset    | 900    | neuvsent   |
| 18     | disdeut   | 1000   | mila       |
| 19     | disneuv   | 1006   | mila e ses |
| 20     | vint      |        |            |

## Semelhanças léxico entre piemontês e francês e suas diferenças com o italiano
O piemontês, em contraste com o italiano padrão, tem um grande número de palavras compartilhadas com as línguas galo-românicas e occitano-românicas, assim como com as outras línguas galo-itálicas, o que o torna muito diferente desta última. Muitas dessas palavras são empréstimos linguísticos germânicos ou celtas que substituíram algumas palavras latinas comuns ou palavras herdadas de raízes latinas diferentes ou com significados diferentes.
| Piemontês   | Francês     | Italiano              | Português             |
| ----------- | ----------- | --------------------- | --------------------- |
| Alman       | allemand    | tedesco               | alemão                |
| Abimé       | abîmer      | somergere             | imergir               |
| Acablé      | accabler    | sopraffare            | sobrecarregar         |
| Adrëssa     | adresse     | indirizzo             | endereço              |
| Agassé      | agacer      | istigare              | instigar              |
| Amusé       | amuser      | divertire             | divertir              |
| Anlié       | enlier      | annodare              | ligar                 |
| Anlevé      | enlever     | togliere              | adiar                 |
| Anviron     | environ     | circa                 | uns                   |
| Antamné     | entamer     | incominciare          | começar               |
| Anvìa       | envie       | voglia                | desejo                |
| Anzolivé    | enjoliver   | abbellire             | embelezar             |
| Apress      | après       | dopo                  | depois                |
| Arcroché    | raccrocher  | riattaccare           | pendurar              |
| Arpossé     | repousser   | respingere            | repelir               |
| Arlev       | relève      | ricambio              | substituição          |
| Arsòrt      | ressort     | molla                 | primavera             |
| Articiòch   | artichaut   | carciofo              | alcachofra            |
| Arvërsé     | renverser   | ribaltare             | transbordar           |
| Arzan       | argent      | contanti              | dinheiro              |
| Asar        | hasard      | casuale               | casual                |
| Atrapé      | attraper    | catturare             | capturar              |
| Assè        | assez       | abbastanza            | suficiente            |
| Asiëtta     | assiette    | piatto                | prato                 |
| Avion       | avion       | aereo                 | avião                 |
| Badiné      | badiner     | scherzare             | brincar               |
| Bëcheria    | boucherie   | macelleria            | açougue               |
| Bërgé       | berger      | pastore               | pastor                |
| Betisa      | bétise      | stupidaggine          | jogo estúpido         |
| Biso        | bijou       | gioiello              | jóia                  |
| Blaga       | blague      | scherzo               | brincadeira           |
| But         | but         | scopo                 | propósito             |
| Boita       | boîte       | scatola               | caixa                 |
| Bochèt      | bouquet     | mazzo                 | ramalhete             |
| Bodé        | bouder      | fare il broncio       | fazer beicinho        |
| Bocla       | boucle      | fibbia                | fivela                |
| Brisé       | briser      | frantumare            | estilhaçar            |
| Brodé       | broder      | ricamare              | bordar                |
| Bogé        | bouger      | muovere               | mover                 |
| Bonet       | bonnet      | cappello              | chapéu                |
| Boneur      | bonheur     | felicità              | felicidade            |
| Bosson      | bouchon     | sughero               | cortiça               |
| Bot         | pot         | barattolo             | pote                  |
| Bolversé    | bouleverser | disturbare            | perturbar             |
| Brichét     | briquet     | accendino             | isqueiro              |
| Busson      | buisson     | cespuglio             | arbusto               |
| Cacet       | cachet      | sigillo               | selo                  |
| Cassé       | casser      | rompere               | quebrar               |
| Campé       | camper      | buttare               | acampar               |
| Cambrada    | camarade    | compagno              | camarada              |
| Cadò        | cadeau      | regalo                | presente              |
| Caté        | acheter     | comprare              | comprar               |
| Chité       | quitter     | lasciare              | abandonar             |
| Cicané      | chicaner    | cavillare             | brigar                |
| Ciòca       | cloche      | campana               | campanha              |
| Clavié      | clavier     | tastiera              | teclado               |
| Còfo        | coffre      | forziere              | báu                   |
| Cocómber    | concombre   | cetriolo              | pepino                |
| Còrbeila    | corbeille   | cesto                 | cesta                 |
| Cogé        | coucher     | coricare              | deitar                |
| Coefeur     | coiffeur    | parrucchiere          | barbeiro              |
| Coclicò     | coquelicot  | papavero              | papoula               |
| Corèja      | courroie    | cinghia               | cinto                 |
| Cotin       | cotillon    | gonna                 | lembrancinha          |
| Crajon      | crayon      | matita                | lápis                 |
| Cress       | crèche      | asilo nido            | berço                 |
| Cròch       | crochet     | uncino                | gancho                |
| Complenta   | complainte  | lamento               | lamento               |
| Darmage     | dommage     | danno                 | danho                 |
| Dariera     | dernière    | ultima                | última                |
| Decopé      | decouper    | ritagliare            | recolher              |
| Defrajé     | défrayer    | scontare              | custear               |
| Deghisé     | déguiser    | mascherare            | disfarçar             |
| Delabré     | délabrer    | rovinare              | estragar              |
| Dërota      | déroute     | sconfitta             | derrota               |
| Dëscroché   | décrocher   | sganciare             | desengatar            |
| Dësrangé    | déranger    | infastidire           | molestar              |
| Dësagreàbil | désagréable | spiacevole            | desagradável          |
| Dont        | dont        | di cui/del quale      | dos quais             |
| Dossié      | dossier     | cartella              | encadernador          |
| Dressé      | dresser     | predisporre           | preparar              |
| Dròlo       | drôle       | divertente/strano     | engraçado/estranho    |
| Drapò       | drapeau     | bandiera              | bandeira              |
| Eclaté      | éclater     | scoppiare             | estourar              |
| Fat         | fade        | insipido              | insípido              |
| Fasson      | façon       | modo                  | modo                  |
| Folar       | foulard     | sciarpa               | cachecol              |
| Fòta        | faute       | errore                | erro                  |
| Flaté       | flatter     | adulare               | bajular               |
| Flambò      | flambeau    | torcia                | torcha                |
| Frapé       | frapper     | colpire               | bater                 |
| Fronsì      | froncer     | increspare            | franzir               |
| Forura      | foururre    | coperchio             | forragem              |
| Fusëtta     | fusée       | missile               | míssil                |
| Gagi        | gage        | pegno                 | promessa              |
| Gagiura     | gageure     | sfida                 | desafio               |
| Gasojé      | gazouiller  | cinguettare           | balbuciar             |
| Gliss       | glissant    | scivoloso             | escorregadio          |
| Gravé       | graver      | incidire              | gravar                |
| Grimassa    | grimace     | smorfia               | careta                |
| Grisonant   | grisonnant  | brizzolato            | acinzentado           |
| Grossé      | grossier    | sgarbato              | grosso                |
| Lapìn       | lapin       | coniglio              | coelho                |
| Lingeria    | lingerie    | biancheria            | lingerie              |
| Lésa        | luge        | slitta                | trenó                 |
| Madama      | madame      | signora               | senhora               |
| Mala        | malle       | valigia               | mala                  |
| Maleur      | malheur     | disgrazia             | desgraça              |
| Machijagi   | maquillage  | trucco                | maquiagem             |
| Marié       | marier      | sposare               | casar                 |
| Mariage     | mariage     | matrimonio            | matrimónio            |
| Mat         | mât         | albero                | mastro                |
| Menage      | ménage      | pulizia               | limpeza               |
| Matlòt      | matelot     | marinaio              | marinheiro            |
| Mersi       | merci       | grazie                | obrigado              |
| Mercandisa  | marchandise | merce                 | mercadoria            |
| Meprisé     | mépriser    | screditare            | menosprezar           |
| Mësson      | moisson     | raccolto              | colheita              |
| Mëssoné     | moissonner  | raccoltare            | colher                |
| Meison      | maison      | casa                  | casa                  |
| Mefiant     | méfiant     | diffidente            | suspeito              |
| Midem       | même        | stesso                | mesmo                 |
| Minusié     | menuisier   | falegname             | carpinteiro           |
| Mitoné      | mitonner    | cuocere a fuoco lento | cozinhar a fogo lento |
| Miraj       | miroir      | specchio              | espelho               |
| Min-a       | mine        | aspetto               | aparência             |
| Mignon      | mignon      | carino                | bonito                |
| Mucioar     | mouchoir    | fazzoletto            | lenço                 |
| Monsù       | monsieur    | signore               | senhor                |
| Monté       | monter      | salire                | montar                |
| Mossé       | mousser     | schiumare             | espumar               |
| Nuansa      | nuance      | sfumatura             | nuance                |
| Netié       | nettoyer    | pulire                | limpar                |
| Parpajon    | papillon    | farfalla              | borboleta             |
| Partagé     | partager    | condividere           | compartilhar          |
| Parèj       | pareil      | così                  | assim                 |
| Papé        | papier      | carta                 | papel                 |
| Pariura     | pari        | scommessa             | aposta                |
| Paja        | paille      | cannuccia             | palha                 |
| Pendin      | pendentif   | ciondolo              | pingente              |
| Pia         | pie         | gazza ladra           | pega-rabuda           |
| Piòta       | patte       | zampa                 | pata                  |
| Pivò        | pivot       | perno                 | pivô                  |
| Planeur     | planeur     | aliante               | planador              |
| Plenta      | plainte     | querela               | reclamação            |
| Poma        | pomme       | mela                  | maçã                  |
| Possé       | pousser     | spingere              | empurrar              |
| Ordinator   | ordinateur  | computer              | computador            |
| Orijé       | oreiller    | cuscino               | almofada/travesseiro  |
| Orassi      | orage       | temporale             | tempestade            |
| Rainura     | rainure     | scanalatura           | ranhura               |
| Rangé       | arranger    | aggiustare            | arranjar              |
| Ramassé     | ramasser    | raccogliere           | amassar               |
| Ravin       | ravin       | burrone               | ravina                |
| Regreté     | regreter    | dispiacere            | desgraçar             |
| Rèid        | raide       | blando                | rígido                |
| Ridò        | rideau      | tenda                 | cortina               |
| Rua         | rue         | via                   | rua                   |
| Rusà        | rusé        | astuto                | ardiloso              |
| Sabòt       | sabot       | zoccolo               | casco                 |
| Safeur      | chauffeur   | autista               | condutor              |
| Sandrié     | cendrier    | portacenere           | cinzeiro              |
| Sagrin      | chagrin     | triste                | triste                |
| Sapin       | sapin       | abete                 | ábeto                 |
| Scrassé     | cracher     | sputare               | cupir                 |
| Signé       | signer      | firmare               | assinar               |
| Salòp       | sale        | sporco                | sujo                  |
| Spurì       | pourri      | marcio                | podre                 |
| Soagné      | soigner     | curare                | curar                 |
| Seurté      | sortir      | uscire                | sair                  |
| Sesì        | saisir      | afferrare             | agarrar               |
| Sesia       | saisie      | confisca              | apreensão             |
| Sèler       | celeri      | sedano                | aipo/salsão           |
| Siflé       | siffler     | fischiare             | assobiar              |
| Sivera      | civière     | barella               | maca                  |
| Sitron      | citron      | limone                | limão                 |
| Strop       | troupeau    | gregge                | rebanho               |
| Stagera     | étagère     | scaffale              | prateleira            |
| Sombr       | sombre      | scuro                 | sombrío               |
| Travajé     | travailler  | lavorare              | trabalhar             |
| Tricoté     | tricoter    | tessere               | tecer                 |
| Tombé       | tomber      | cadere                | cair                  |
| Tomàtica    | tomate      | pomodoro              | tomate                |
| Utiss       | outil       | attrezzo              | ferramenta            |
| Vajant      | vaillant    | valoroso              | corajoso              |
| Visagi      | visage      | faccia                | cara                  |
| Zibié       | gibier      | selvaggina            | presa                 |